# 金正枓
金 正枓（キム・ジョンドゥ、朝鮮語: 김정두、1913年 - 没年不詳）は、大韓民国の政治家。第2代韓国国会議員。別名は金 正科（キム・ジョングァ、김정과）。

## 経歴
日本統治時代の全羅北道（現・全北特別自治道）淳昌郡出身。光州中学校を3年中退。大韓青年団淳昌郡団長を務めた。新羅会の忠僕で国会登院率が不良だが、抜粋改憲案の通過に功を奏した。